# Kunešov
Kunešov (německy Kuneschhau) je obec na Slovensku v okrese Žiar nad Hronom v Banskobystrickém kraji v Kremnických vrších. Je jednou z obcí na Slovensku kde žije německá menšina.
Listina o založení obce hovoří o udělení dědičného rychtářství Wernerovi de Potska kremnickým komorským hrabětem magistrem Leopoldem roku 1342, a přitom nazývá obec villa sancti Michaelis. V průběhu druhé světové války zde operoval partyzánský oddíl. Za pomoc obyvatelstva partyzánům německá vojska při ústupu obec 2. dubna 1945 vypálila.
V obci je římskokatolický kostel svatého Michaela archanděla.